# Rote Jäger

Vereinsemblem

Rote Jäger war eine vom Luftwaffenoffizier Hermann Graf während des Dritten Reichs gegründete Fußballmannschaft. Sie bestand aus Angehörigen seines jeweils befehligten Geschwaders, zeitweise und ständig wechselnd aus zuversetzten bzw. zum Geschwader abkommandierten Kriegsgastspielern, darunter auch namhafte Nationalspieler. 

## Hintergrund
Graf, selbst begeisterter Fußballspieler, der auch in der Mannschaft als Torwart mitwirkte, bot unabhängig vom Standort seines Geschwaders Fußballspielern, die aufgrund des Kriegsverlaufs Abkommandierungen hinnehmen mussten, die Möglichkeit, in seiner Mannschaft (wenn schon nicht in den Vereinen, denen sie bereits angehörten) spielen zu können. 
In dieser Mannschaft, die während des Krieges nur Freundschaftsspiele austrug, waren unter anderem die Nationalspieler Hermann Eppenhoff, Franz Hanreiter, Alfons Moog, Josef Stroh und Fritz Walter aktiv, die dadurch zeitweise vom Fronteinsatz verschont wurden, wobei es vorkommen konnte, dass Spieler dennoch kurzfristig abkommandiert wurden.
Auch Reichstrainer Sepp Herberger, zeitweise Trainer dieser Militärmannschaft, vermittelte Spieler für Grafs Rote Jäger, um diese vom Fronteinsatz fernzuhalten. Da das Geschwader allerdings selbst an die Ostfront verlegt wurde, nachdem es zuvor in der Lüneburger Heide und danach in Jever stationiert war, blieben auch die Roten Jäger nicht vom Krieg verschont. 

## Spieler
Tor: Wilhelm Thiele (SG OrPo Chemnitz), Hermann Graf (FC Hewen Engen/Baden), Karl-Heinz Höger (SV Dessau 05), Karl Flinner (Wilhelmshaven 05), Karl Köhler (FC Hanau 93).
Abwehr: Siegfried „Friedel“ Klagges (SG Wattenscheid 09), Hermann Koch (Schwaben Augsburg), Walter Zwickhofer (FC Schalke 04).
Mittelfeld: Alfons Moog (VfL Köln 1899), Bruno Klaffke (Duisburger FV 08), Friedrich Hack (TSV 1860 München), Gredel (VfR Mannheim), Alfred Oberst (1. FC Nürnberg  / SV 06 Kassel), Werner Humpert (Sportfreunde Dresden).
Sturm: Friedrich „Fritz“ Walter (1. FC Kaiserslautern), Franz Hanreiter (SK Admira Wien), Hermann Eppenhoff (FC Schalke 04), Walter Bammes (SpVgg Fürth), Richard Leonhardt (Planitzer SC), Josef Stroh (FK Austria Wien).
Trainer: Sepp Herberger.

## Spiele während des Zweiten Weltkriegs
- 4. August 1943: Eintracht Frankfurt – Rote Jäger 2:5 (Am Riederwald, Frankfurt, 2.000 Zuschauer)
- 11. August 1943: SpVgg Neu-Isenburg – Rote Jäger 1:3
- 12. August 1943: Kombination FC Konstanz-SpV Gottmadingen-Radolfzell – Rote Jäger 0:7
- 25. September 1943: Luftwaffen-SV Berlin – Rote Jäger 0:3
- 26. September 1943: Oase Berlin (Künstlermannschaft) – Rote Jäger 3:3
- 12. Dezember 1943: TuS Aurich (Kriegsmarine) – Rote Jäger 0:5
- 19. Dezember 1943: SV Wilhelmshaven (Kriegsmarine) – Rote Jäger 3:10
- 26. Dezember 1943: Stadtauswahl Stuttgart – Rote Jäger 6:3 (5.000 Zuschauer)
- 1. Januar 1944: FC Mülhausen (Elsass) – Rote Jäger 3:10
- 16. Januar 1944: Luftwaffen-SV Hamburg – Rote Jäger 2:3 (12.000 Zuschauer)
- 22. Januar 1944: Holstein Kiel – Rote Jäger 1:8
- 13. Februar 1944: Luftwaffen-SV Pütnitz – Rote Jäger 2:3 (in Rostock)
- 20. Februar 1944: SC Sparta Wesermünde (Luftwaffe) – Rote Jäger 0:8
- 4. März 1944: LSV Ahlhorn/Reichsbahn Cloppenburg – Rote Jäger 0:6[2]
- 5. März 1944: Eintracht Braunschweig – Rote Jäger 2:6 (in Hannover)
- 12. März 1944: Stadtauswahl Köln – Rote Jäger 1:5 (12.000 Zuschauer)
- 19. März 1944: Luftwaffen-SV Hamburg – Rote Jäger 5:1 (12.000 Zuschauer)
- 26. März 1944: FC Bayern München – Rote Jäger 1:1 (10.000 Zuschauer)
- 31. März 1944: 1. FC Nürnberg – Rote Jäger 0:7
- 2. April 1944: VfR Mannheim – Rote Jäger 1:8
- 7. Mai 1944: Nationalmannschaft Ungarn – Rote Jäger 5:2 (in Budapest)
- 14. Mai 1944: KSG Kickers/Sportfreunde Stuttgart – Rote Jäger 2:3 (in Singen)
- 21. Mai 1944: Militär-SV Jäger Bückeburg – Rote Jäger 6:8
- 29. Mai 1944: Hamburger SV – Rote Jäger 1:3 (6.000 Zuschauer)
- 6. August 1944: Stadtauswahl Dortmund – Rote Jäger 1:11 (in Dortmund – 8.000 Zuschauer)
- 13. August 1944: Kombination SpVgg Röhlinghausen/SG Wattenscheid/Preußen Wanne/Reichsbahn Wanne – Rote Jäger 2:3 (in Wanne-Eickel – 4.000 Zuschauer)
- 19. August 1944: Westfalia Herne – Rote Jäger 3:2 (in Herne – 1.000 Zuschauer)
- 26. August 1944: KSG Preußen/VfL Bochum – Rote Jäger 0:11 (in Bochum – 1.500 Zuschauer)
- 19. November 1944: Luftwaffen-SV Mölders Krakau – Rote Jäger 0:14 (in Krakau – 3.000 Zuschauer)